# Cyclodinus moltonii
Cyclodinus moltonii es una especie de coleóptero de la familia Anthicidae.

## Distribución geográfica
Habita en los Balcanes.